# Clinterocera discipennis
Clinterocera discipennis är en skalbaggsart som beskrevs av Leon Fairmaire 1889. Clinterocera discipennis ingår i släktet Clinterocera och familjen Cetoniidae. Inga underarter finns listade i Catalogue of Life.